# Kotelva
Kotelva (ukrainien : Котельва, russe : Котельва) est une commune urbaine de l'oblast de Poltava, en Ukraine. Elle compte 11 883 habitants en 2021.